# 6334 Robleonard
A 6334 Robleonard (ideiglenes jelöléssel 1992 MM) a Naprendszer kisbolygóövében található aszteroida. G. J. Leonard fedezte fel 1992. június 27-én.